# Pseudopoda martensi
Pseudopoda martensi är en spindelart som beskrevs av Jäger 200. Pseudopoda martensi ingår i släktet Pseudopoda och familjen jättekrabbspindlar.
Artens utbredningsområde är Nepal. Inga underarter finns listade i Catalogue of Life.